# İsmail Köybaşı
İsmail Köybaşı (İskenderun, 10 juli 1989) is een Turks voetballer die doorgaans als linksback speelt. Köybaşı speelde tussen 2009 en 2017 in het Turks voetbalelftal.

## Clubcarrière
Köybaşı speelde in de jeugd bij İskenderunspor, İskenderun Kartalspor en Gaziantepspor. In 2008 debuteerde hij voor Gaziantepspor, waarvoor hij uiteindelijk 25 wedstrijden zou spelen. In juni 2009 werd hij verkocht aan Beşiktaş JK. Hij debuteerde voor de club op 2 augustus 2009 in de Turkse supercup tegen Fenerbahçe SK. In december 2009 maakte hij zijn eerste doelpunt in de Süper Lig tegen Ankaragücü.

## Interlandcarrière
Köybaşı debuteerde op 12 augustus 2009 onder bondscoach Fatih Terim in het Turks voetbalelftal, in een oefeninterland tegen Oekraïne. Hij viel na 86 minuten in voor Arda Turan. Turkije won met 0–3 na doelpunten van Tuncay Şanlı, Servet Çetin en Hamit Altintop. Köybaşı in juni 2016 met Turkije deel aan het Europees kampioenschap voetbal 2016 in Frankrijk. Na nederlagen tegen Spanje (0–3) en Kroatië (0–1) en een overwinning op Tsjechië (2–0) was Turkije uitgeschakeld in de groepsfase. Hij kwam alleen in de wedstrijd tegen Tsjechië zelf in actie.
1 Özçimen ·
4 Altıkardeş ·
5 Héliton ·
6 Hugo ·
7 Matsuki ·
8 Ildız ·
11 Juan · 
12 Köybaşı  ·
16 Dennis ·
19 Emersonn ·
20 Miroshi ·
21 Erdoğan ·
22 Günter ·
23 Bayır ·
24 Nielsen ·
26 Bokele ·
27 Bakan ·
43 Tijanić ·
77 Bayrak ·
79 Cardoso ·
94 Solet ·
97 Lis ·
Coach: Stoilov
1 Babacan ·
2 Kaya ·
3 Balta ·
4 Çalık ·
5 Şahin ·
6 Çalhanoğlu ·
7 Gönül ·
8 İnan ·
9 Tosun ·
10 Turan ·
11 Şahan ·
12 Kıvrak ·
13 Köybaşı ·
14 Özyakup ·
15 Topal ·
16 Tufan ·
17 Yılmaz ·
18 Erkin ·
19 Mallı ·
20 Şen ·
21 Mor ·
22 Özbayraklı ·
23 Tekin ·
Coach: Terim